# 12 (číslo)
Dvanáct je přirozené číslo, které následuje po čísle jedenáct a předchází číslu třináct. Římskými číslicemi se zapisuje XII. Prvočíselný rozklad čísla dvanáct je 22·31. Existuje rovněž historické označení tucet.
Kalendářní rok má dvanáct měsíců a jeho dvanáctým měsícem je prosinec. Dvanáct hodin je také půlka dne – dopoledne a odpoledne, jak se ukazují na hodinkách a dvanáctá hodina je tak půlkou kalendářního dne – poledne. Původně bylo dvanáct hodin celý den od rozbřesku do západu Slunce a noc se nedělila. Do šesti (resp. dvanácti) se na prstech počítalo tak, že šestým symbolem byla ruka sevřená v pěst, tedy na dvou rukách celkem deset prstů a dvě pěsti, dohromady dvanáct (nula byla v Evropě zavedena až ve 12. století, a proto pro ni nebyl symbol potřeba). Po dvanácti voltech stoupá řada malých napětí: 12, 24, 36 a 48 V.
Synonymní archaický výraz pro dvanáct je tucet. Z tuctu přímo odvozen je půltucet, tedy šest, veletucet pro tucet tuctů, tedy 144, což je 122. Také se říká čertův tucet číslu třináct.

Vlajka Evropské unie obsahuje 12 hvězd

## Věda

### Matematika
- Mnohoúhelník o 12 stěnách se označuje jako dvanáctiúhelník, zatímco mnohostěn o 12 stěnách se označuje jako dvanáctistěn.
- Krychle a pravidelný osmistěn mají 12 hran, zatímco pravidelný dvacetistěn má 12 vrcholů.
- Existuje 12 Jacobiho eliptických funkcí.
- 12 je také abundantní číslo a pětiúhelníkové číslo.
- Dvanáctková soustava používá 12 číslených symbolů.

| Násobení                   | 1  | 2  | 3  | 4  | 5  | 6  | 7  | 8  | 9   | 10  |  | 11  | 12  | 13  | 14  | 15  | 16  | 17  | 18  | 19  | 20  |  | 21  | 22  | 25  |  | 50  | 100  | 1000  |
| -------------------------- | -- | -- | -- | -- | -- | -- | -- | -- | --- | --- |  | --- | --- | --- | --- | --- | --- | --- | --- | --- | --- |  | --- | --- | --- |  | --- | ---- | ----- |
| {\displaystyle 12\times x} | 12 | 24 | 36 | 48 | 60 | 72 | 84 | 96 | 108 | 120 |  | 132 | 144 | 156 | 168 | 180 | 192 | 204 | 216 | 228 | 240 |  | 252 | 264 | 300 |  | 600 | 1200 | 12000 |

#### Počítání na tucty
Počítání na tucty je v praxi výhodné, neboť číslo 12 je dobře přirozeně dělitelné (na poloviny, třetiny či čtvrtiny). Díky této vlastnosti jsou tucet a jeho násobky (veletucet (144), kopa (60), velekopa (3600)) častou součástí historických měnových systémů či jednotkových soustav.
Na tucty se v minulosti počítalo zejména zboží při balení, přepravě a prodeji. Pozůstatky toho nacházíme ještě dnes především v poměrně hojném používání půltuctu, tedy počtu šesti — po půltuctech či jiných násobcích 12 se dodnes balí a prodávají například vejce, lahvové nápoje, stolní nádobí a příbory.

### Astronomie
Pseudověda astrologie rozeznává 12 znamení zvěrokruhu (naproti tomu astronomie 13 souhvězdí ekliptiky). Odtud nejspíše pramení častý výskyt tohoto čísla v různých náboženstvích, zvláště v souvislosti se slunečními bohy.
Pozemský rok lze rozdělit pomocí cyklů měsíčních fází, kterých je během roku (přibližně) dvanáct. Proto se číslo 12 vyskytuje kromě kultů a náboženství i v kalendářích jako počet měsíců v roce a z nich odvozených periodizací.

### Fyzika a chemie
- Protonové číslo hořčíku je 12.
- Podle současných znalostí existuje 12 elementárních částic hmoty: 3 nabité leptony (elektron, mion, tauon), jim odpovídající 3 neutrina a 6 kvarků (d, u, s, c, b, t). Protože každá stavební částice hmoty má svou antičástici, existuje obdobně i 12 elementárních částic antihmoty.
- Koordinační číslo (počet nejbližších sousedů) částice (atomu, iontu či molekuly) v krystalové struktuře tvořené plošně centrovanými elementárními buňkami je 12.
- Beaufortova stupnice pro odhad rychlosti větru má 12 stupňů.
- Mercalliho stupnice, Medvěděvova-Sponheuerova-Kárníkova stupnice (MSK-64) Evropská makroseismická stupnice (EMS-98) udávající intenzitu zemětřesení mají 12 stupňů.
- 1 stopa má 12 palců.

### Anatomie
- V anatomii rozlišujeme 12 párů hlavových (kraniálních) nervů.
- Dvanáctník je počáteční část tenkého střeva.
- Člověk má obvykle 12 párů žeber.

## Náboženství
- Židovský patriarcha Jákob měl 12 synů, kteří byli zakladateli 12 kmenů izraelských.
- Ježíš Kristus měl podle Nového zákona 12 apoštolů.
- Ší'itský islám má 12 imámů.
- Bůh Slunce Súrja má v hinduismu 12 jmen.
- Na Olympu sídlilo 12 hlavních starověkých řeckých bohů a bohyň.

## Doprava
- Jedna z linek pařížského metra je linka číslo 12.
- Jedna z linek pražské tramvajové dopravy je linka číslo 12.

## Kultura
- Dvanáct opic je sci-fi film z roku 1995.
- Dvanáct je ruský film z roku 2007.
- Dvanáct rozhněvaných mužů je název dvou amerických filmů a divadelní hry.

### Tucet v kultuře
- Tucet špinavců je název dobrodružného válečného románu E. M. Nathansona a podle něj natočeného stejnojmenného filmu R. Aldricha
- Tucet spících panen je divadelní hra Ch. H. Spiesse
- Tucet mých tatínků je krátký český sociálně-satirický film E. Hofmana
- Tucet tváří Nasreddinových je kniha Miloše Mendela o mudrci a šprýmaři Nasreddinovi a jeho jedenácti „bratrancích“

## Roky
- 12
- 12 př. n. l.